# Henri Duveyrier
Pour l’article homonyme, voir Duveyrier.
Henri Duveyrier, né le 28 février 1840 à Paris et mort le 25 avril 1892 à Sèvres, est un voyageur et géographe français, connu pour son exploration du Sahara.

## Biographie
Issu d’une famille noble, originaire du Languedoc, fixée à Aix-en-Provence, où ils occupèrent des postes importants,, Duveyrier était destiné par son père, le saint-simonien Charles Duveyrier, à une carrière dans le négoce. À cette fin, ce dernier l’envoya, à l’âge de quatorze ans dans un pensionnat ecclésiastique de Bavière, à Lautrach, où il resta environ une année. Pendant cette période, il tint un journal quotidien où apparaissaient certains traits qui se retrouveraient plus tard dans le caractère de l’homme. En 1855, son père persistant à vouloir le diriger dans la voie des affaires, l’envoya à l’École commerciale de Leipzig, d’où il sortit au commencement de 1857, mais dès cette époque, il a, comme il le confiera plus tard, l’intention d’explorer « quelque partie inconnue de l’Afrique ». Ayant, dès cette époque, formé le dessein de se vouer aux voyages d’exploration en Afrique, il prend des leçons particulières d’arabe auprès de l’éminent orientaliste professeur Fleischer.
S’en étant ouvert résolument à son père, celui-ci finit par céder. Une lettre, adressée par le financier saint-simonien Arlès-Dufour, à Duveyrier montre qu’il a dû être pour quelque chose dans la décision paternelle : « Si, décidément, tes aptitudes ne se plient aux études commerciales que par violence et avec répugnance, il serait irréligieux à ton père et à moi d’abuser de ton obéissance pour te les faire poursuivre, et il faudrait y renoncer franchement pour te vouer sans réserve aux études auxquelles te pousse évidemment ta vocation, c’est-à dire ta nature. » L’autorisation paternelle obtenue, Duveyrier se mit aussitôt à préparer un voyage d’essai jusqu’aux abords du Sahara. Tous les ouvrages nécessaires furent achetés et le candidat explorateur entreprit, dès ce moment, des études spéciales. Au printemps 1857, il effectue ce court voyage d’essai en Algérie, sous la direction du géographe Oscar Mac Carthy, lequel aidera, vingt-cinq ans plus tard, Charles de Foucauld dans son voyage au Maroc. Débarqué à Alger le 26 février 1857, il débuta par une excursion à Kandouri, résidence d’Auguste Warnier, qui devait par la suite exercer une influence considérable sur sa vie et ses travaux. Le 8 mars, en compagnie de Mac Carthy, il partit pour une course plus longue : Djelfa et Laghouât, d’où il revint au milieu d’avril, par Bou Zid et Caïd Djelloul. Le journal de route de cette première exploration a été publié après sa mort, par le géographe Charles Maunoir, sous le titre Journal de voyage dans la province d’Alger. À la fin de cette même année, il fut mis en relations, à Londres, avec l’explorateur allemand de l’Afrique centrale, Heinrich Barth, qui donna au jeune voyageur de précieuses indications sur les pays qu’il avait parcourus. Jusqu’à la fin de sa vie, Barth resta en relations fructueuses avec son émule auquel une partie de ses papiers scientifiques fut remise, à sa mort.
De retour de Londres, il se mit avec ardeur en mesure d’entreprendre un voyage de pénétration au cœur du Sahara. Il étudia ce que la géographie savait, alors, de ces contrées vers lesquelles il allait se diriger ; les seules sources d’informations étaient, outre la relation de Caillié, les ouvrages dans lesquels Richardson, Barth, Overweg et Vogel avaient consigné les résultats des missions qu’ils avaient accomplies de 1850 à 1853.
Le 1er mai 1859, le jeune explorateur quitte Paris et fait étape à Fontainebleau, pour faire ses adieux à Félicité Cassé Guillaume, alors la compagne du chef des saint-simoniens, le Père Enfantin, âgé de vingt ans de plus qu’elle et avec qui Duveyrier se mettra en couple, à la mort du « Père ». Le but de ce voyage, qui devait durer près de trois années, et qui allait le rendre célèbre, était de recueillir des données scientifiques manquantes sur le Sahara, d’entamer avec les peuplades de cette région intermédiaire des rapports indispensables avant de nouer des relations politiques et commerciales entre l’Algérie et Afrique centrale. Le fonds Prosper Enfantin de la bibliothèque de l’Arsenal conserve un mémoire où, à l’intention des amis saint-simoniens de son père, Charles Duveyrier, il avait détaillé ses projets avant de se mettre en route. On y apprend qu’il comptait visiter les oasis du Touat, puis le massif du Hoggar dont les habitants, écrivait-il, vivent de l’élevage et « n’ont pas coutume, comme leurs frères les Touareg Azgar, d’aller piller les caravanes ». Il avait apparemment une idée fort claire de la tâche qui l’attendait dans ce Sahara déjà « traversé en divers sens par des colonnes, et même par des voyageurs isolés, mais jamais encore étudié par un observateur stationné ».

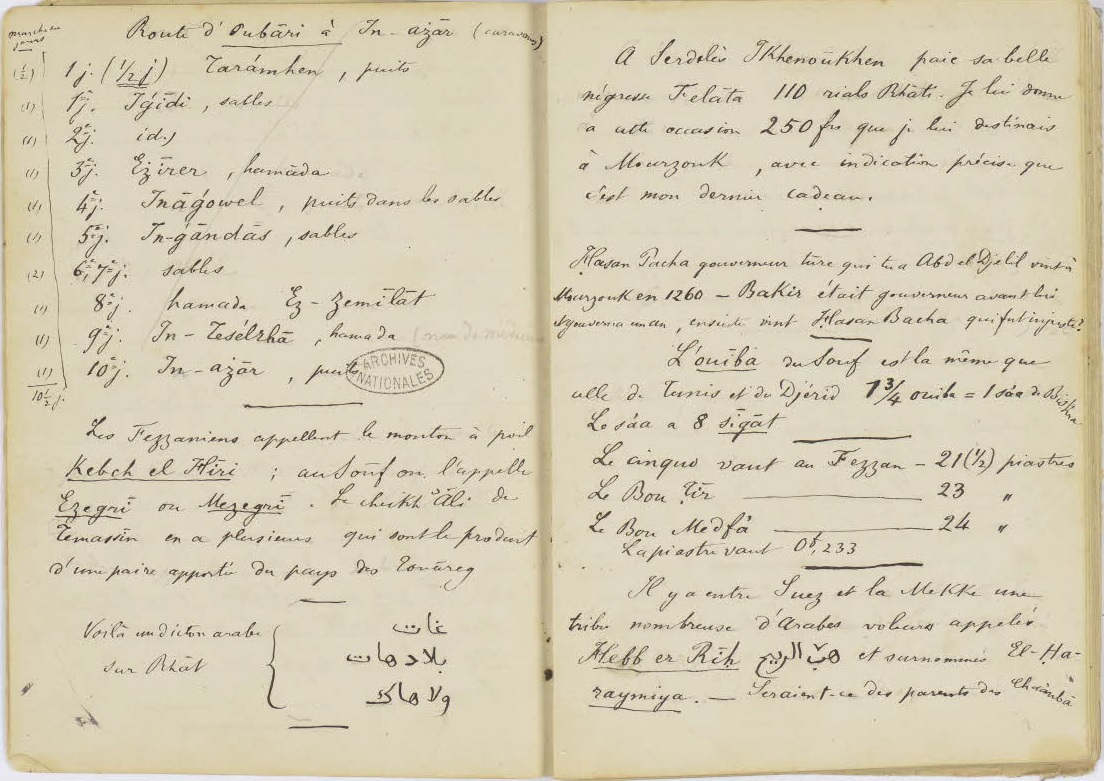
Carnet de voyage d’Henri Duveyrier, 6-28 août 1859. Archives nationales.

Parti de la province de Constantine en mai 1859, Duveyrier se dirigea sur le pays des Beni-Mzab, dans l’espoir de trouver chez les Cha’aubz des guides pour aller au Touât, mais ses projets furent rapidement dérangés et il ne put mettre son projet à exécution, les subsides de ses protecteurs saint-simoniens s’étant épuisés au bout de quelques mois. Il en profita pour étudier la contrée qu’habitait la confédération mzâbite, et pousser une reconnaissance aventureuse sur El Goléa, ville dans laquelle aucun Européen n’avait encore pénétré ; il y fut très mal accueilli. Le reste de l’année 1859 fut consacré à des recherches dans les différentes parties du Sahara dépendant des provinces d’Alger et de Constantine, de Laghouât au Soût et de Biskra à Ouargha. Les six premiers mois de l’année 1860 se passèrent à explorer le Sahara tunisien. En juin, des crédits gouvernementaux ayant pris la relève, il reçut, de retour à Biskra, des instructions et des subsides du gouvernement pour entreprendre l’exploration du pays des Touareg. En contrepartie, il devait recueillir tous les renseignements pouvant servir à l’établissement de relations commerciales entre le Soudan et la colonie algérienne, et disposer les esprits à cette perspective. D’explorateur, il devenait presque diplomate ; on le laissait néanmoins libre de choisir ses itinéraires et de conduire parallèlement des investigations personnelles.
Il se mit aussitôt en campagne mais, même sur ce point, il ne réalisa rien de ses projets. Le Touât ayant été mis en effervescence par les mouvements d’une colonne française, il ne put s’en approcher. Il n’alla pas non plus au Hoggar, mais séjourna en revanche chez les Touaregs Azgar, ceux-là mêmes que son mémoire avait décrits en pilleurs de caravanes. Après plusieurs mois passés dans le Sahara algérien et tunisien, il avait, en effet, atteint Ghadamès en août 1860, et était parvenu à s’attirer la protection du chef touareg Ikhenoukhen, auprès de qui il demeura sept mois. Il ne cessa pas pour autant d’envisager de nouveaux itinéraires, auxquels les obstacles qui surgissaient lui faisaient à chaque fois renoncer. Au bout du compte, il ne dépassa pas Ghat, dont les portes se fermèrent devant lui, et arriva épuisé à Tripoli, le 2 août 1861, d’où un vapeur le ramena, en octobre, à Alger, où il est terrassé par une grave maladie, diversement décrite comme fièvre typhoïde, paludisme, pneumonie, phlébite ou fièvre cérébrale, mais dont les symptômes s’apparentent plus à ceux d’un traumatisme psychologique grave:107, augmenté d’une hémorragie intestinale qui l’empêche de s’alimenter pendant vingt-deux jours:107, et qui le laisse, avec cela, plusieurs mois sans mémoire et sans raison : « il divague souvent, il reste éveillé et son attention ne peut être sérieusement appelée que sur les choses les plus matérielles de la vie : le manger, le jeu et le sommeil. La mémoire des choses vulgaires a disparu (...). Henry, qui n’a jamais joué, qui n’a jamais joué, joue comme un enfant sage, depuis le matin jusqu’au soir et avec les jeux de l’enfance et il faut près de lui une bonne pour l’amuser comme un enfant (…) En attendant son déjeuner, il joue comme un enfant, sans déraisonner plus qu’un enfant de 6 à 7 ans:107. »

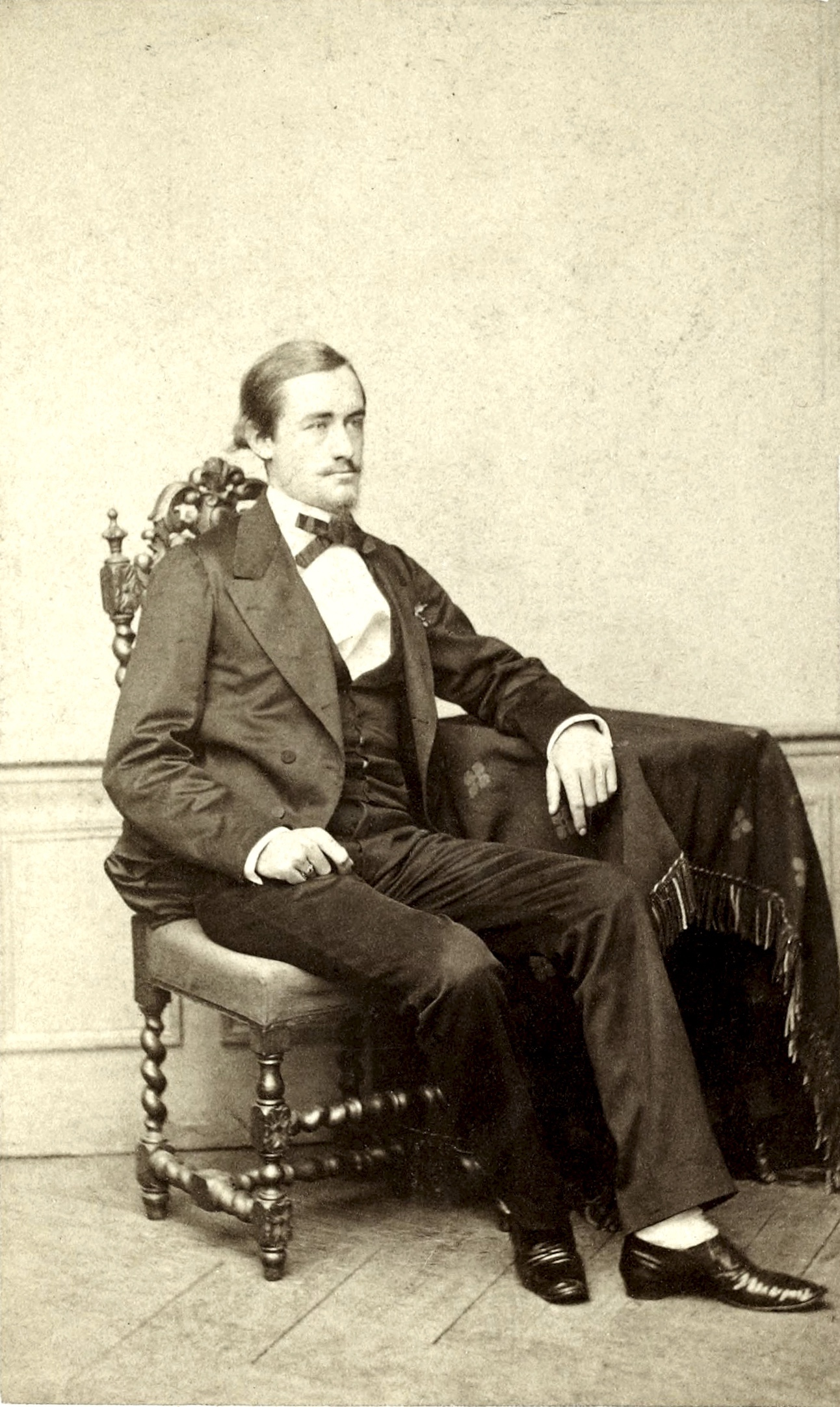
Duveyrier à son retour du voyage au pays des Touareg, photographié par Léon Crémière en 1862.

À Alger, son « mentor systématique et autoritaire parfois:107 », le saint-simonien Auguste Warnier, spécialiste du monde « indigène », s’empare de ses notes et commence à rédiger à sa place le rapport demandé par le gouvernement de l’Algérie. Ce rapport sera publié en 1864 sous le titre Les Touaregs du Nord. Il est difficile, aujourd’hui encore, de discerner ce qui, dans ce livre, vient de Duveyrier et ce qui vient de Warnier, qui souhaitait que la mission soit plus politique et commerciale et moins scientifique:107, mais il semble que l’apport de ce dernier concerne seulement le plan et la rédaction et non le fond, qui appartient à Duveyrier, mais l’achèvement de l’ouvrage donna certainement lieu à des affrontements assez vifs:107, Duveyrier ayant confié à son père, le 10 février 1862, qu’il avait été vexé de voir Warnier mettre ses notes en forme:107. Son livre aura donc été le produit d’une entreprise qui garderait pour lui le goût de l’inachevé. Les Touareg du Nord devait être suivi d’un autre ouvrage sur le commerce saharien, qu’il n’écrivit pas ; et d’un voyage au Soudan, qu’il ne fit pas. Mais les lenteurs, les obstacles invaincus, l’hostilité des gens du Touat et de Ghat l’auront contraint à rester, sept mois durant, l’« observateur stationné » des Touaregs Ajjers.
Les Touaregs du Nord valut, dès 1861 et avant sa parution en 1864, au jeune explorateur la grande médaille d’or de la Société de géographie, dont il devient l’un des piliers, ainsi que la Légion d’honneur. Le livre donnait des Touaregs Kel Ajjer une image favorable. Le portrait n’était pas infidèle, mais les Touaregs ne pouvaient garder ce visage débonnaire dès lors que les Français s’avanceraient en conquérants dans leur pays. Or c’est bien ce qui ne tarda pas à se passer. On projeta même de faire traverser le Sahara par le chemin de fer. Une colonne chargée d’une étude préparatoire quitta Laghouat en novembre 1880 et entreprit sous la direction du colonel Flatters de traverser le Hoggar. Elle fut massacrée au début de l’année 1881. De plus, maintenant que les Touaregs comprenaient que ces voyageurs isolés n’étaient que l’avant-garde d’une armée d’occupation, leur attitude se faisait hostile, et d’autres Européens subirent le même sort que Flatters. Ne soupçonnant pas combien les Touaregs s’effrayaient de l’expansion française au Sahara, Duveyrier ne parvenait pas à s’expliquer leur croissante hostilité envers les voyageurs qui se risquaient chez eux. Et il pensa pouvoir l’attribuer aux menées occultes de la Senoussiyya, une confrérie fondée au début du siècle. Il exprima ses hypothèses, assez extravagantes, dans une brochure parue en 1884 : La Confrérie musulmane de Sîdi Mohammed ben ’Alî Es-Senoûsî et son domaine géographique, en l’année 1300 de l’hégire – 1883 de notre ère. Très affecté par les événements du Sahara, déçu aussi de n’avoir pu entreprendre de nouveaux voyages (si l’on excepte sa participation à,  en 1874, la mission François Élie Roudaire en Algérie, dans la région des chotts, et trois courts voyages en Tripolitaine et au Maroc, en 1883, 1885 et 1886), Duveyrier semble, de surcroit, s’être senti abandonné lorsque, le 16 janvier 1890, son ami Charles de Foucauld quitta le siècle pour entrer à la Trappe de Notre-Dame-des-Neiges.
Duveyrier mit fin à ses jours, à l’âge de 52 ans, à Sèvres où il souhaitait être enterré, mais, en 1929, la Société de géographie fit transférer ses cendres dans le tombeau de la famille Duveyrier au cimetière du Père-Lachaise,,,. L’historien Jean-Louis Triaud a parlé de lui comme d’« un pur perdu dans le siècle ».
Ses papiers personnels sont conservés aux Archives nationales, sur le site de Pierrefitte-sur-Seine, sous la cote 47AP : Inventaire du fonds 47AP.

## Hommages

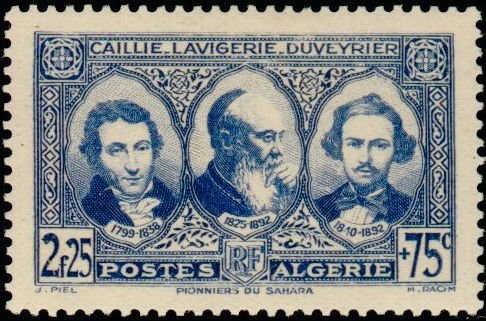
Timbre émis en Algérie en 1939 pour honorer trois « pionniers du Sahara ».

Le lycée algérien Ibn Rochd de Blida était jadis appelé « lycée Duveyrier ».

## Décorations
- Officier de la Légion d'honneur (1884)[14], chevalier (1862)

## Publications
- L’Exploration du Sahara : Les Touâreg du Nord, Paris, Challamel Ainé, 1864, 567 p., 21 cm (lire en ligne). Sur Gutenberg
- La confrérie musulmane de Sîdi Mohammed ben ‘Alî Es-Senoûsî et son domaine géographique, en l’année 1300 de l’hégire – 1883 de notre ère, Paris, Société de géographie, 1884, 84 p. (lire en ligne).
- Journal d’un voyage dans la province d’Alger : février, mars, avril 1857 (préf. Charles Maunoir), Paris, Augustin Challamel, 1900, 214 p., 24 cm (OCLC 717843419, lire en ligne).
- Sahara algérien et tunisien : Journal de route de Henri Duveyrier, Paris, Challamel Ainé, 1905, 214 p., 21 cm (lire en ligne). Sur Gutenberg

## Sources
- Narcisse Faucon, Le Livre d’or de l’Algérie, Challamel et Cie Éditeurs, Librairie algérienne et coloniale, 1889.
- Jean-Louis Triaud, La légende noire de la Sanûsiyya : une confrérie musulmane sous le regard français (1840-1930), Paris, Éditions de la Maison des sciences de l’homme, 2 tomes.
- (en) Michael Heffernan, « The limits of utopia : Henri Duveyrier and the exploration of the Sahara in the nineteenth century », The Geographical Journal, vol. 155, no 3,‎ 1989, p. 349-352.
- René Pottier, Un prince saharien méconnu : Henri Duveyrier, Paris, 1938, xi, 253, 8° (OCLC 166040712).
- Dominique Casajus, « Le Destin saharien d’un saint-simonien rebelle : Henri Duveyrier chez les Touaregs », Gradhiva, Musée du quai Branly, no 33,‎ 2003, p. 11-31 (lire en ligne).
- Dominique Casajus, « Henri Duveyrier et le désert des saint-simoniens », Ethnologies comparées, Montpellier III, Centre d'études et de recherches comparatives en ethnologie, no 7,‎ 2004 (lire en ligne).
- Dominique Casajus, « Henri Duveyrier face à Prosper Enfantin, rebelle ou rival ? », Ethnologies comparées, Montpellier III, Centre d'études et de recherches comparatives en ethnologie, no 8,‎ 2005 (lire en ligne).
- Dominique Casajus, Henri Duveyrier : un saint-simonien au désert, Paris, Ibis Press, 2007, 293 p., 22 cm (ISBN 978-2-910728-63-2, lire en ligne).
- Philippe Valode, Les grands explorateurs français : de Jacques Cartier à nos jours, Paris, L’Archipel, 2008, 212 p. (ISBN 978-2-8098-0108-8), p. 134-139.
- (en) Benjamin Claude Brower, A desert named peace : the violence of France’s Empire in the Algerian Sahara, 1844-1902, New York, Columbia University Press, 2009.Le dernier chapitre est consacré à Duveyrier.